# Ibrahim Akil
Ibrahim Akil (en árabe: ابراهيم عقيل‎; Bednayel, 24 de diciembre de 1962 – Haret Hreik, 20 de septiembre de 2024), también conocido como Al-Hajj Tahsin o Tahsin, o por su alias Al-Hajj Abdul Khader, fue un militante libanés quien sirvió como comandante en jefe de la Fuerza Redwan de Hezbolá. Fue miembro del Consejo de la Jihad, que supervisa las operaciones militares y de seguridad de la organización. Medios israelíes consideraban a Akil como el jefe de Estado Mayor de facto de Hezbolá.
En la década de 1980, fue un miembro de alto rango de la célula de Hezbolá responsable del atentado contra la embajada de Estados Unidos en 1983 y de los atentados contra los cuarteles de Beirut en 1983. En septiembre de 2019, el Departamento de Estado de Estados Unidos lo incluyó en la lista de terroristas globales especialmente designados. Rewards for Justice, un organismo del Departamento de Estado, ofreció una recompensa de hasta siete millones de dólares por información que conduzca a su captura.
Se cree que sirvió como adjunto de Fuad Shukr, ex comandante del ala militar de Hezbolá, antes de su asesinato.
El 20 de septiembre de 2024, fue asesinado en un «bombardeo selectivo» de la Fuerza Aérea israelí en la localidad libanesa de Haret Hreik, en los alrededores de Beirut. El ataque aéreo mató al menos a 45 personas, incluidos diez militantes de alto rango de Hezbolá, tres niños y siete mujeres, hirió a otras 68 personas y provocó el derrumbe de dos edificios.

## Biografía
En la década de 1980, era un miembro de alto rango de la Organización de la Jihad Islámica, un grupo afiliado a Hezbolá. La organización llevó a cabo el atentado contra la embajada estadounidense en Beirut en 1983, en el que murieron 63 personas, y los ataques contra las bases de la fuerza multinacional en Beirut que provocaron la muerte de 241 militares estadounidenses. Durante la década de 1980, fue responsable del secuestro de rehenes estadounidenses y alemanes.
El 4 de febrero de 2000, durante el conflicto del sur del Líbano, helicópteros israelíes AH-64 Apache dispararon misiles AGM-114 Hellfire contra el automóvil de Akil en la aldea de Barish, donde se desempeñaba como comandante de Hezbolá del sector del sur del Líbano (o el sector occidental del sur del Líbano). El primer misil impactó en la parte trasera del coche y lo arrojó al suelo. Aqil logró escapar y se escondió detrás de un edificio. El segundo misil destruyó el coche. Después de que lo detectaran escondido, le dispararon otro misil que impactó en la pared. Resultó levemente herido pero logró escapar. Cinco civiles, incluido un bebé, también resultaron heridos en el ataque israelí.
Durante la Guerra del Líbano de 2006, fue responsable de coordinar la inteligencia entre Hezbolá y el ejército sirio. Un mes después, en septiembre de 2006, mientras se desempeñaba como jefe de los servicios de seguridad e inteligencia de Hezbolá, «Intelligence Online» informó que era uno de los tres agentes de Hezbolá, junto con Hasán Nasralá y Mustafa Badreddine, que visitaron Corea del Norte durante varios meses durante los años 1980 y principios de los años 1990 para entrenarse.
El 21 de julio de 2015, el Departamento del Tesoro de Estados Unidos lo designó como una persona estrechamente vinculada al liderazgo de Hezbolá y que actuaba en su nombre, junto con otras figuras importantes de la organización: Mustafa Badreddine, Fuad Shukr y Abd al-Nur Shalaan. Se le identificó por desempeñar un papel clave en la campaña militar de Hezbolá en Siria al ayudar a los combatientes de la organización y a las fuerzas del gobierno sirio contra las fuerzas de oposición siria durante la guerra civil siria. También se le buscaba a través de varias «Notificaciones» de Interpol, documentando su larga historia con la organización, incluida su participación en el secuestro y detención de dos ciudadanos alemanes a finales de la década de 1980 y la campaña de bombardeos en París en 1986.
Según medios israelíes, en mayo de 2016, tras el asesinato de Mustafa Badreddine, Akil fue uno de los dos candidatos (junto con Fuad Shukr) considerados para sucederlo como ministro de Defensa de Hezbolá (aunque otros identificaron a Fuad Shukr en este papel).
El 10 de septiembre de 2019, el Departamento de Estado de Estados Unidos lo designó Terrorista Global Especialmente Designado. El 18 de abril de 2023, Rewards for Justice, un organismo del Departamento de Estado que ofrece recompensas por información sobre terroristas, ofrecía una recompensa de hasta siete millones de dólares por información sobre él.
Según Israel, antes de su muerte, se desempeñaba como jefe de operaciones de Hezbolá y era responsable de la Fuerza Redwan, entre otras cosas, durante el conflicto entre Hezbolá e Israel. También dirigió el proyecto del túnel de Hezbolá en el Líbano. Se informó que resultó herido durante los atentados con buscapersonas del Líbano en 2024 y fue dado de alta del hospital el día de su asesinato. En caso de una invasión terrestre israelí del Líbano o una operación transfronteriza de Hezbolá, habría sido el líder de las Fuerzas Radwan, se estima que su número oscila entre 7000 y 10 000 efectivos, con combatientes entrenados en operaciones especiales y guerra urbana. La unidad también participaría en la defensa del sur del Líbano en el caso de una invasión israelí.

## Asesinato
El 20 de septiembre de 2024, aviones de combate israelíes F-35 dispararon cuatro misiles contra un edificio residencial en el suburbio de Dahieh en Beirut, dirigidos contra Akil, que se encontraba en una reunión en el segundo piso subterráneo. El ataque aéreo mató al menos a 45 personas, entre ellas el alto comandante de Hezbolá Ahmed Mahmoud Wahabi, otros catorce militantes de alto rango de Hezbolá, tres niños y siete mujeres, hirió a otras 68 personas y provocó el derrumbe de dos edificios. El ejército israelí confirmó que el ataque tenía como objetivo a Akil y luego confirmó su muerte.
Los medios saudíes fueron los primeros en informar sobre su muerte. El portavoz de las FDI, Daniel Hagari, dijo que Akil y otros altos mandos de la fuerza de élite Radwan estaban reunidos cuando fueron atacados y asesinados en el ataque aéreo israelí. También afirmó que al menos otros diez comandantes de Hezbolá murieron en el ataque aéreo.
Varias horas después, Hezbolá confirmó su muerte. En un comunicado publicado por el grupo, se le describe como «un gran líder yihadista». El comunicado también afirmaba que se ha «unido a la procesión de sus hermanos, los grandes líderes mártires, después de una vida bendecida y llena de yihad».
El 22 de septiembre, tuvo lugar el entierro de Akil y del jefe de adiestramiento del partido, Ahmed Wehbe, en el barrio libanés de Dahie situado en la periferia sur de Beirut. A la cabeza de la comitiva fúnebre marchaba Hasán Nasralá, líder de Hezbolá, que arengaba a la multitud: «Que nuestros hombres se hagan mártires es un honor para nosotros [...] Hemos entrado en una nueva fase [de la guerra], y lleva por título el ajuste de cuentas».